# 4373 Crespo
4373 Crespo (1985 PB) là một tiểu hành tinh vành đai chính được phát hiện ngày 14 tháng 8 năm 1985 bởi Ted Bowell ở Đài thiên văn Lowell ở Flagstaff.